# Barbatula
Barbatula è un genere di pesci ossei d'acqua dolce appartenente alla famiglia Nemacheilidae.

## Descrizione
Il corpo è abbastanza elevato nella parte anteriore, a differenza degli affini Cobitidae. La testa è piuttosto schiacciata. La pinna caudale
ha spesso forma bilobata.

## Distribuzione e habitat
Il genere è presente in quasi tutta l'Eurasia temperata, dalla penisola Iberica al Giappone. Molte specie sono endemiche della Mongolia e della Siberia. In Italia è presente la sola specie B. barbatula, presente nelle regioni nordorientali.